# ホームスイートホーム
『ホームスイートホーム』は、日本テレビ系列の「金曜劇場」で1982年8月27日から11月5日まで放送されたテレビドラマ。
20年ぶりに再会した姉と弟の惹かれあっていく様を主軸に描くホームドラマ。安田成美のデビュー作である。

## 内容
父・宗一郎が脳血栓で倒れたことで、放浪生活をやめて世田谷区に帰ってきたみづえは弟の勇一と20年ぶりに再会した。みづえの顔を覚えていなかった勇一だが、みづえや藤太と意気投合する。その日、一緒に酒を飲んで遅く家に帰ってきたところ、母の文江に見つかってしまう。そこで、文江がみづえの名を呼んだことから、勇一はみづえが実姉だと知ることになるが…。

## キャスト
- 村山みづえ：桃井かおり
- 北田勇一：西城秀樹
両親の離婚後は母の元で暮らす。みづえに淡い恋心を抱く。
- 大島京介：中条静夫
- 大島信子：南田洋子
- 北田文江：南美江
勇一の母。北田園芸店のオーナー。元・夫の宗一郎は婿取り婚だったが、不本意ながら宗一郎と離婚。穏やかな性格だが芯が強い一面も。
- 村山宗一郎：宇野重吉
元新聞記者。まだ働く意欲はあるものの、雇ってくれる所が無く、暇があればイワナ釣りに興じる日々を送る。
- 高須恵美：藤谷美和子
勇一の恋人で、いつも冷静に勇一のことを見ている。勇一と一緒のアパートに住むことになっていたが、みづえが現れたことで勇一の態度に変化が生じ、これを気にかけている。
- 木下藤太：前田吟
みづえに惚れて、みづえと一緒に富山から車で上京。しかし会社を解雇され、妻に迎えられる形で富山へ帰るも、いまだみづえのことが諦められないでいる。
- 坂口鈴子：夏桂子
- 柿本志津子：西山水木
- 大島真記子：安田成美
- 谷口圭子：風見りつ子
- 津川雅彦
- 松田優作
第8話 - 第11話ゲスト出演

（出典：）

## スタッフ
- 制作：中島忠史
- プロデューサー：宮崎洋
- 脚本：林秀彦
- 音楽：坂田晃一
- 主題歌：「漂流者たち」西城秀樹
- 演出：石橋冠、中山秀一

## 視聴率
| 話数                                                           | 放送日         | 視聴率 |
| -------------------------------------------------------------- | -------------- | ------ |
| 1                                                              | 1982年8月27日  | 17.0%  |
| 2                                                              | 1982年9月3日   | 11.2%  |
| 3                                                              | 1982年9月10日  | 12.1%  |
| 4                                                              | 1982年9月17日  | 11.9%  |
| 5                                                              | 1982年9月24日  | 12.2%  |
| 6                                                              | 1982年10月1日  | 8.6%   |
| 7                                                              | 1982年10月8日  | 7.7%   |
| 8                                                              | 1982年10月15日 | 9.2%   |
| 9                                                              | 1982年10月22日 | 12.8%  |
| 10                                                             | 1982年10月29日 | 10.4%  |
| 11                                                             | 1982年11月5日  | 9.0%   |
| 平均視聴率 11.1%（視聴率はビデオリサーチ調べ、関東地区・世帯） |                |        |